# Richard Relsted
Richard Vagn Relsted (født 13. februar 1915 i Dyngby, Bjerager Sogn, død 25. september 1985) var en dansk civilingeniør, der var administrerende direktør for Jydsk Telefon fra 1971 til 1982.
Relsted blev student fra Rungsted Statsskole 1934, blev cand.polyt. 1940 og kom til Jydsk Telefon i 1941, hvor han arbejdede gradvist sig op. Efter at have deltaget i en telestudierejse til USA 1950 blev han afdelingsingeniør 1952, overingeniør 1955, vicedirektør i 1958 og administrerende direktør i 1971. Som sådan stod han bag automatiseringen af telefonnettet herhjemme, ligesom han var god til at engagere industrien i nyudvikling, ikke mindst virksomheder i Aarhus. Som pensionist var han en skattet foredragsholder.
Relsted blev medlem af Akademiet for de Tekniske Videnskaber i 1960, var medlem af bestyrelsen for A/S Scanticon og formand for bestyrelsen for Århus Teknikum. Han var Ridder af 1. grad af Dannebrogordenen.
Maleren Tommy Storkholm lavede et portræt af Relsted i 1982.